# Popice (Zalesie Śląskie)
Popice – przysiółek wsi Zalesie Śląskie w Polsce położony w województwie opolskim, w powiecie strzeleckim, w gminie Leśnica. Miejscowość wchodzi w skład sołectwa Zalesie Śląskie.
W latach 1975–1998 miejscowość położona była w województwie opolskim.